# Улица Воеводы Шуйского
Улица Воеводы Шуйского — улица в исторической части Пскова. Проходит вдоль берега реки Великой выше набережной от Георгиевской улицы до улицы Свердлова. Длина улицы около 500 м.

## История

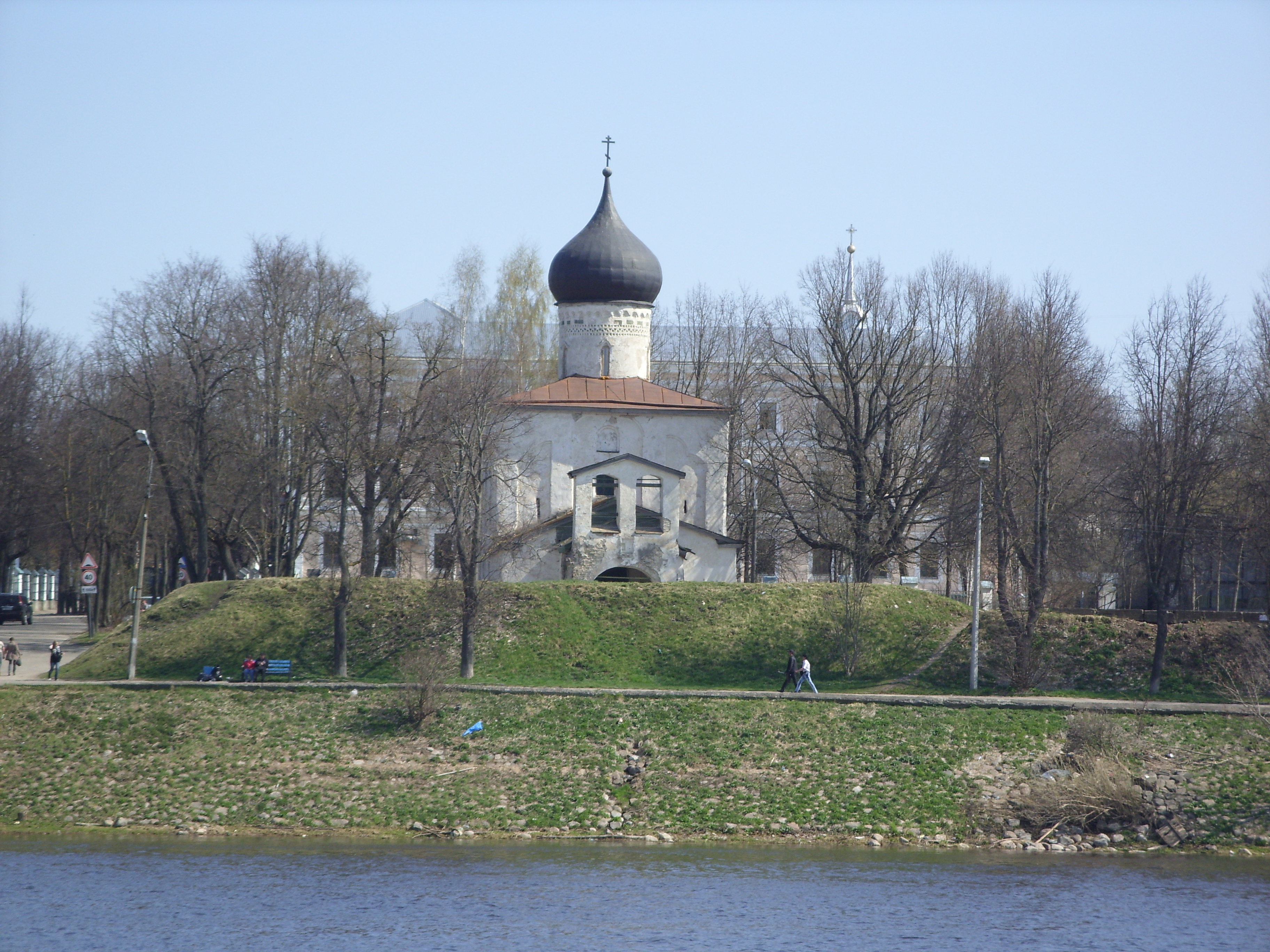
Церковь Георгия со Взвоза. Начало улицы — вид с Завеличья

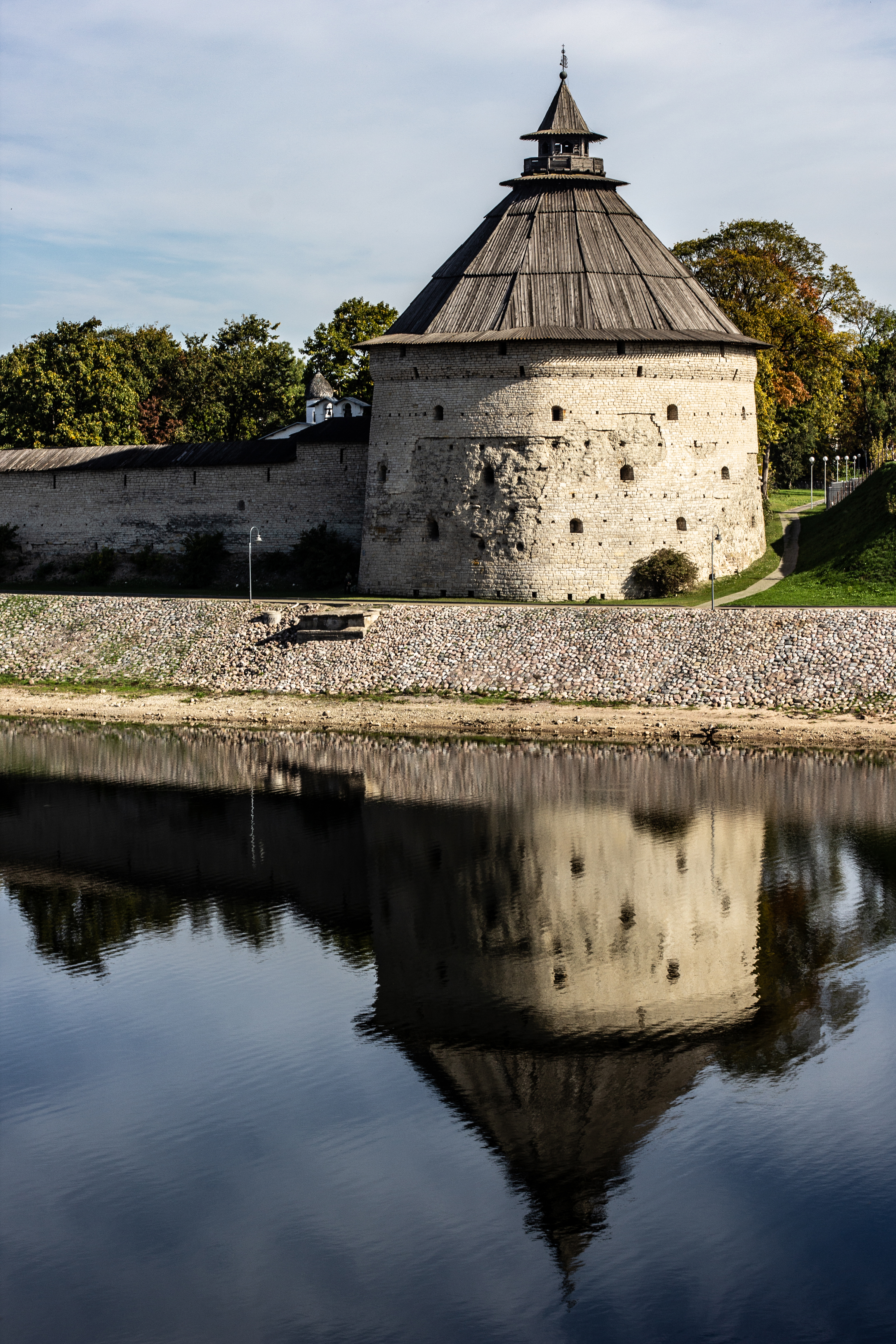
Покровская башня — конец улицы

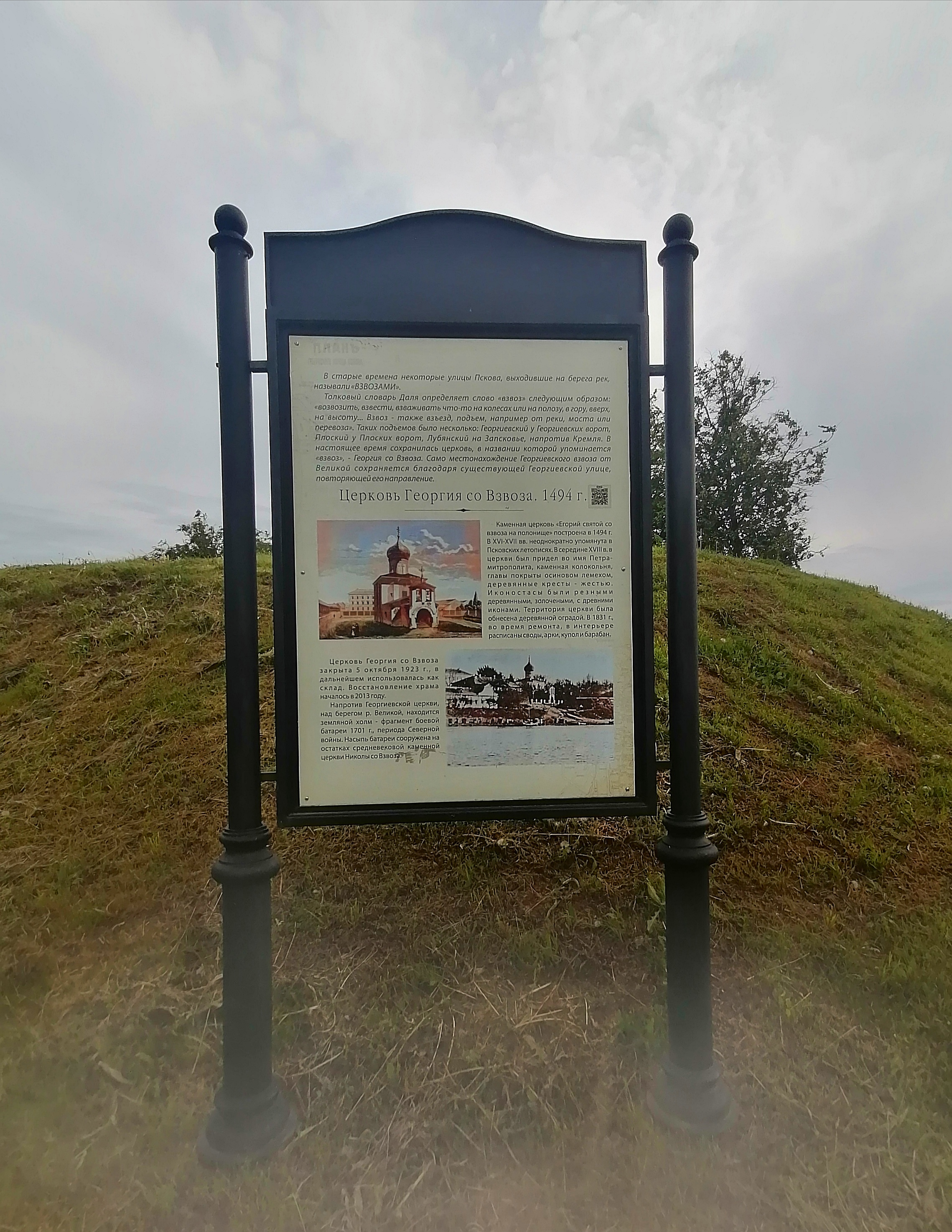
Информационный щит у начала улицы

Историческое название — Покровская улица — дано по Покровской башне крепостных стен Окольного города
В советское время носила имя крупного деятеля международного коммунистического движения Карла Либкнехта (1871—1919), поименована по постановлению президиума Псковского губисполкома от 14 ноября 1923 года.
Современное название улица получила в конце 2009 года в честь русского военного деятеля, псковского наместника Ивана Петровича Шуйского (†1588 году).
В 1998 году находящийся на улице «Дом кузнеца» включён в список недвижимых памятников истории и культуры, подлежащих охране как памятники местного значения
8 октября 2020 года у выхода улицы к улице Свердлова открыт бронзовый памятник знаменитому российскому реставратору, искусствоведу, культурологу Савве Ямщикову.

## Достопримечательности
д. 15 — Жилой дом конца XIX — начала XX века
д. 16/2 — Дом кузнеца  Объект культурного наследия народов РФ регионального значения. Рег. № 601510375910005 (ЕГРОКН)
Памятник Савве Ямщикову (скульптор Михаил Плохоцкий и архитектор Александр Асафов).

## Известные жители
д. 16/2 — В. П. Смирнов